# Oak Harbor (Washington)
Oak Harbor es una ciudad ubicada en el condado de Island en el estado estadounidense de Washington. En el año 2000 tenía una población de 19.795 habitantes y una densidad poblacional de 839,8 personas por km².

## Geografía
Oak Harbor se encuentra ubicada en las coordenadas 48°17′42″N 122°39′31″O / 48.29500, -122.65861.

## Demografía
Según la Oficina del Censo en 2000 los ingresos medios por hogar en la localidad eran de $36.641, y los ingresos medios por familia eran $41.579. Los hombres tenían unos ingresos medios de $29.498 frente a los $21.633 para las mujeres. La renta per cápita para la localidad era de $16.830. Alrededor del 9,3% de la población estaban por debajo del umbral de pobreza.